# 日本風のサロンにいる画家の子供たち
『日本風のサロンにいる画家の子供たち』（にほんふうのサロンにいるがかのこどもたち、 Los hijos del pintor en el salón japonés）は、スペインの画家、マリアノ・フォルトゥーニ（1838-1874）の油絵作品である。マドリードのプラド美術館に所蔵されている。

## 説明
作者のマリアノ・フォルトゥーニとその家族は1874年の夏をナポリ近郊のポルティチのVilla Arataで過ごした。幼い2人の子供、娘のマリア・ルイサ（María Luisa Fortuny: 1868-1936）と息子のマリアーノ（Mariano Fortuny y Madrazo: 1871-1949）を1874年の8月後半から描き始めたが、その年の11月に、マリアノ・フォルトゥーニは38歳でマラリアのために急死したためこの作品は未完となった。
日本風のサロンにある長いソファに座る子供たちの姿が描かれている。 当時まだ3歳だった左側のマリアーノは、ほぼ裸で、頭にひも付き帽子を付けて、華やかな模様の布に覆われて座っている。右側の娘は大きな枕に横たわり、扇で涼もうとしている。 この家族の絵は、マリアノ・フォルトゥーニの義父の画家フェデリコ・デ・マドラーソへの贈り物として描かれたとされる。 19世紀後半にヨーロッパで流行した「ジャポニズム」の影響が見られる作品になっている。
マリアノ・フォルトゥーニが亡くなった後、この絵は画家の相続人の所有となった後、1975年にパリで競売にかけられ、妻のセシリア・デ・マドラーソの所有となった。デザイナーとなった息子のマリアーノの所有を経て、その没後の1950年にプラド美術館に遺贈された。